# Piacenza Football Club 1977-1978
Questa pagina raccoglie le informazioni riguardanti il Piacenza Football Club nelle competizioni ufficiali della stagione 1977-1978.

## Stagione
Nella stagione 1977-1978 il Piacenza ha disputato il girone A del campionato di Serie C. Con 46 punti si è piazzato in quarta posizione di classifica, il torneo è stato vinto dall'Udinese con 58 punti che è stato promosso in Serie B. Dopo aver chiuso in testa il girone di andata, la squadra piacentina ha avuto un crollo nella seconda parte del torneo. Miglior marcatore stagionale biancorosso è stato Roberto Cesati con 11 reti, delle quali 10 in campionato ed 1 in Coppa Italia.
Il quarto posto permette al Piacenza di disputare nella prossima stagione il nascente campionato di Serie C1, accedono al terzo livello calcistico dalla seconda alla dodicesima classificate. 
Nella Coppa Italia il Piacenza disputa, prima del campionato, l'ottavo girone di qualificazione, vinto dal Parma, davanti a Piacenza e Mantova.

## Rosa
| N. |                   | Ruolo | Calciatore            |
| -- | ----------------- | ----- | --------------------- |
|    | Italia (bandiera) | C     | Gabriele Alessandrini |
|    | Italia (bandiera) | C     | Massimo Cerri         |
|    | Italia (bandiera) | A     | Roberto Cesati        |
|    | Italia (bandiera) | A     | Stefano D'Aversa      |
|    | Italia (bandiera) | D     | Alberto De Rossi      |
|    | Italia (bandiera) | P     | Gino Ferioli          |
|    | Italia (bandiera) | A     | Paolo Franzoni        |
|    | Italia (bandiera) | C     | Rino Gritti           |
|    | Italia (bandiera) | C     | Maurizio Grosselli    |
|    | Italia (bandiera) | D     | Dino Landini          |
|    | Italia (bandiera) | A     | Antonio Lavo          |

| N. |                   | Ruolo | Calciatore           |
| -- | ----------------- | ----- | -------------------- |
|    | Italia (bandiera) | D     | Paolo Manunza        |
|    | Italia (bandiera) | D     | Gabriele Matricciani |
|    | Italia (bandiera) | D     | Tiziano Mutti        |
|    | Italia (bandiera) | C     | Giuseppe Regali      |
|    | Italia (bandiera) | A     | Maurizio Riscassi    |
|    | Italia (bandiera) | C     | Gianfranco Romano    |
|    | Italia (bandiera) | P     | Roberto Serena       |
|    | Italia (bandiera) | D     | Paolino Stanzial     |
|    | Italia (bandiera) | C     | Alberto Vergani      |
|    | Italia (bandiera) | C     | Giorgio Vignando     |
|    | Italia (bandiera) | C     | Giovanni Zanotti     |

## Risultati

### Serie C girone A

#### Girone di andata
| Arbitro: | Gazzari (Macerata) |

|                               |           |  |
| Franzoni 47’ Alessandrini 50’ | Marcatori |  |

| Arbitro: | F. Esposito (Torre Annunziata) |

|  |           |            |
|  | Marcatori | 61’ Cesati |

| Arbitro: | Savalli (Trapani) |

|                      |           |              |
| Cesati 3’ Romano 54’ | Marcatori | 27’ Trevisan |

| Arbitro: | Migliore (Salerno) |

|                   |           |                           |
| Cesati 55’ (rig.) | Marcatori | 28’ Ballarin 67’ Norbiato |

| Arbitro: | Lanzetti (Viterbo) |

|              |           |            |
| Guidetti 37’ | Marcatori | 81’ Cesati |

| Arbitro: | Patrussi (Arezzo) |

|                                         |           |  |
| Cesati 8’, 87’ (rig.) Franzoni 30’, 67’ | Marcatori |  |

| Arbitro: | Castaldi (Vasto) |

|               |           |              |
| Mazzoleri 20’ | Marcatori | 61’ Franzoni |

| Udine 30 ottobre 1977 8ª giornata | Udinese          | 0 – 0 | Piacenza | Stadio Friuli\| Arbitro: \| D'Elia (Salerno) \| |
| Arbitro:                          | D'Elia (Salerno) |       |          |                                                 |

| Arbitro: | Gazzari (Macerata) |

|                        |           |           |
| Gritti 4’ D'Aversa 24’ | Marcatori | 90’ Merlo |

| Busto Arsizio 13 novembre 1977 10ª giornata | Pro Patria               | 0 – 0 | Piacenza | Stadio Comunale\| Arbitro: \| Morganti (Ascoli Piceno) \| |
| Arbitro:                                    | Morganti (Ascoli Piceno) |       |          |                                                           |

| Arbitro: | Altobelli (Roma) |

|                            |           |             |
| Matricciani 73’ Cesati 85’ | Marcatori | 17’ Andreis |

| Arbitro: | Materassi (Firenze) |

|                                                  |           |                           |
| Stefanelli 40’ Colusso 70’ Zandegù 76’ Petta 80’ | Marcatori | 37’ Franzoni 89’ Vignando |

| Piacenza 4 dicembre 1977 13ª giornata | Piacenza        | 0 – 0 | Biellese | Stadio Galleana\| Arbitro: \| Magni (Bergamo) \| |
| Arbitro:                              | Magni (Bergamo) |       |          |                                                  |

| Arbitro: | Ballerini (La Spezia) |

|                      |           |            |
| Alessandrini 4’, 21’ | Marcatori | 35’ Savino |

| Arbitro: | Altobelli (Roma) |

|            |           |                       |
| Perego 20’ | Marcatori | 75’ Romano 80’ Gritti |

| Arbitro: | L. Esposito (Torre del Greco) |

|                                    |           |                     |
| Gritti 45’ (rig.) Alessandrini 65’ | Marcatori | 62’ (rig.) Vendrame |

| Mantova 8 gennaio 1978 17ª giornata | Mantova        | 0 – 0 | Piacenza | Stadio Danilo Martelli\| Arbitro: \| Tani (Livorno) \| |
| Arbitro:                            | Tani (Livorno) |       |          |                                                        |

| Arbitro: | Lanese (Messina) |

|  |           |                       |
|  | Marcatori | 17’ Gritti 69’ Cesati |

| Piacenza 22 gennaio 1978 19ª giornata | Piacenza         | 0 – 0 | Juniorcasale | Stadio Galleana\| Arbitro: \| Paparesta (Bari) \| |
| Arbitro:                              | Paparesta (Bari) |       |              |                                                   |

#### Girone di ritorno
| Arbitro: | Castaldi (Vasto) |

|                   |           |              |
| Gritti 70’ (aut.) | Marcatori | 74’ D'Aversa |

| Piacenza 5 febbraio 1978 21ª giornata | Piacenza | 0 – 0 | Alessandria | Stadio Galleana\| Arbitro: \| Lanzetti \| |
| Arbitro:                              | Lanzetti |       |             |                                           |

| Arbitro: | Patrussi (Arezzo) |

|                     |           |                 |
| T. Mutti 18’ (aut.) | Marcatori | 5’ Alessandrini |

| Arbitro: | G. Panzino (Catanzaro) |

|  |           |                              |
|  | Marcatori | 54’ Cesati 65’ (aut.) Divina |

| Arbitro: | Lanzafame (Taranto) |

|                         |           |             |
| D'Aversa 43’ Cesati 53’ | Marcatori | 17’ Lassini |

| Arbitro: | Gazzari (Macerata) |

|  |           |            |
|  | Marcatori | 80’ Gritti |

| Piacenza 12 marzo 1978 26ª giornata | Piacenza           | 0 – 0 | Pergocrema | Stadio Galleana\| Arbitro: \| Faccenda (Salerno) \| |
| Arbitro:                            | Faccenda (Salerno) |       |            |                                                     |

| Arbitro: | Longhi (Roma) |

|  |           |              |
|  | Marcatori | 59’ Ulivieri |

| Arbitro: | Tani (Livorno) |

|  |           |                  |
|  | Marcatori | 39’ Alessandrini |

| Arbitro: | Castaldi (Vasto) |

|  |           |                          |
|  | Marcatori | 58’ Foglia 66’ Ardemagni |

| Arbitro: | Lanzetti (Viterbo) |

|           |           |  |
| Mitri 36’ | Marcatori |  |

| Arbitro: | Giaffreda (Roma) |

|  |           |             |
|  | Marcatori | 70’ Zandegù |

| Biella 30 aprile 1978 32ª giornata | Biellese                 | 0 – 0 | Piacenza | Stadio Lamarmora\| Arbitro: \| Morganti (Ascoli Piceno) \| |
| Arbitro:                           | Morganti (Ascoli Piceno) |       |          |                                                            |

| Arbitro: | Baldi (Roma) |

|                                      |           |              |
| Sadocco 4’ Maruzzo 25’, 75’ Roda 80’ | Marcatori | 67’ De Rossi |

| Arbitro: | Pampana (Pisa) |

|            |           |  |
| Gritti 28’ | Marcatori |  |

| Verona 21 maggio 1978 35ª giornata | Audace SME                | 0 – 0 | Piacenza | Stadio Bentegodi\| Arbitro: \| Pezzella (Frattamaggiore) \| |
| Arbitro:                           | Pezzella (Frattamaggiore) |       |          |                                                             |

| Arbitro: | Vago (Chiavari) |

|                                   |           |  |
| Alessandrini 7’ Gritti 33’ (rig.) | Marcatori |  |

| Arbitro: | D'Astore (Lecce) |

|  |           |                         |
|  | Marcatori | 41’ Scarpa 85’ De Petri |

| Arbitro: | Galbiati (Monza) |

|                 |           |              |
| Schincaglia 47’ | Marcatori | 17’ D'Aversa |

### Coppa Italia Semipro

#### Ottavo girone
| 21 agosto 1977 1ª giornata |  | – Turno di riposo Piacenza |  |  |

| Piacenza 24 agosto 1977 2ª giornata | Piacenza       | 0 – 0 | Parma | Stadio Galleana\| Arbitro: \| Leni (Perugia) \| |
| Arbitro:                            | Leni (Perugia) |       |       |                                                 |

| Arbitro: | Bianciardi (Siena) |

|           |           |            |
| Cesati 8’ | Marcatori | 25’ Frutti |

| 31 agosto 1977 4ª giornata |  | – Turno di riposo Piacenza |  |  |

| Arbitro: | Ballerini (La Spezia) |

|                 |           |  |
| Braida 20’, 45’ | Marcatori |  |

| Arbitro: | Scurti (Pescara) |

|  |           |                    |
|  | Marcatori | 57’ (rig.) Zanotti |